# Charles Mwijage

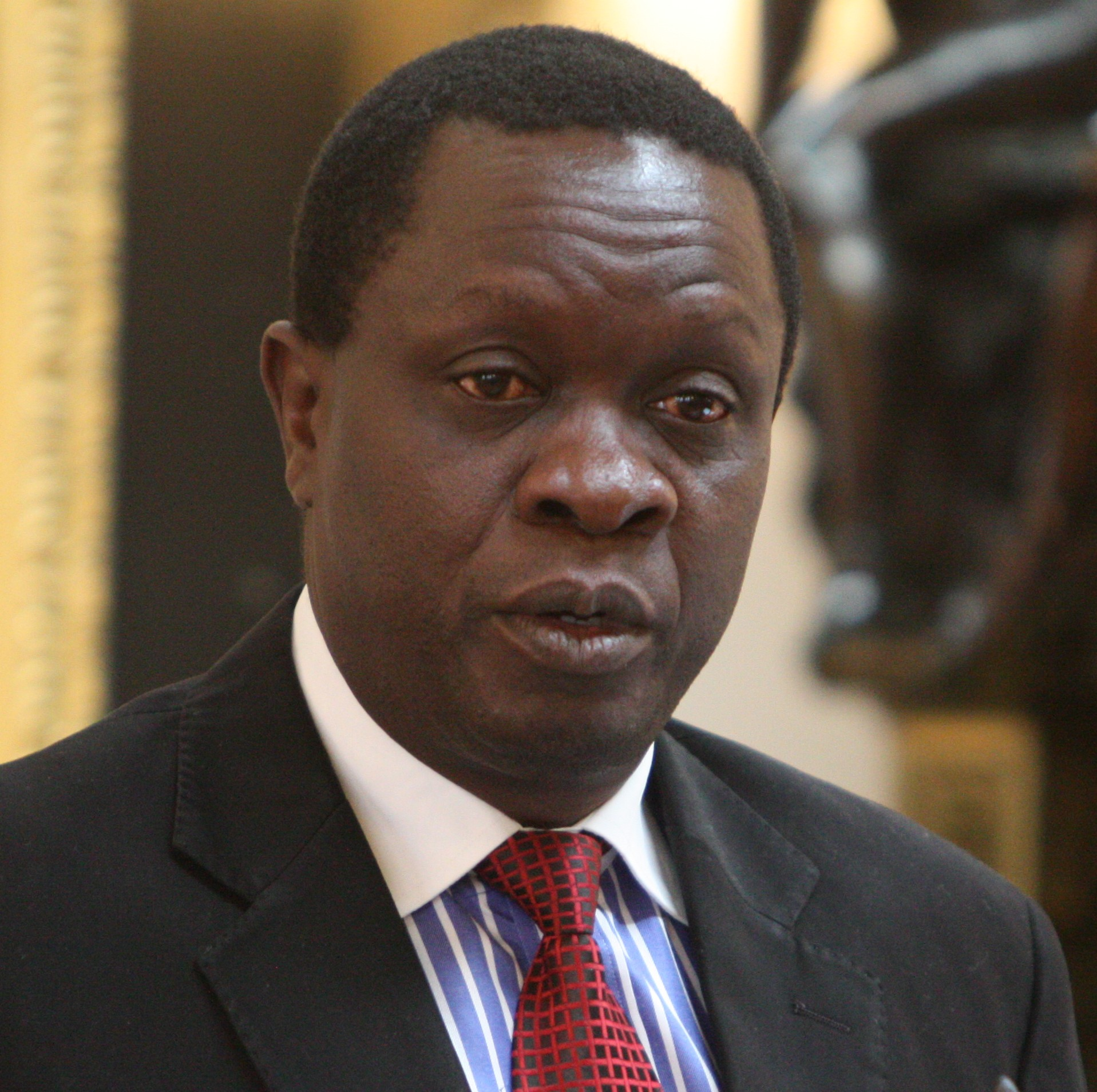
Charles Mwijage (17. März 2015)

Charles John Mwijage (* 4. September 1960) ist ein tansanischer Politiker der Chama Cha Mapinduzi (CCM), der zwischen 2016 und 2018 Minister für Industrie und Handel war.

## Leben

### Studien, Farmer und Manager
Charles John Mwijage besuchte zwischen 1970 und 1976 die Rutenge Primary School und schloss diese mit Certificate of Primary Education Examination (CPEE) ab. Bereits in dieser Zeit begann er sein politisches Engagement und war von 1974 bis 1976 Ortsvorsitzender des Jugendverbandes der Tanganyika African National Union (TANU). Er besuchte zwischen 1977 und 1980 die Nyakato Secondary School, die er mit einem Certificate of Secondary Education Examination (CSEE) beendete. Er in dieser Zeit von 1978 bis 1979 Regionalsekretär des Jugendverbandes der Chama Cha Mapinduzi (CCM) für Sekundarschulen. Nach dem Schulabschluss arbeitete er von 1980 bis 2015 als Farmer und als Berater im landwirtschaftlichen Familienbetrieb. Er besuchte des Weiteren von 1981 bis 1983 die Tosamaganga Secondary School, die er mit einem Advanced Certificate of Secondary Education Examination (ACSEE) abschloss.
Im Anschluss war Mwijage zwischen 1984 und 2002 bei der Tanzania Petroleum Development Corporation (TPDC) beschäftigt und war dort im Laufe der Jahre als Manager in den Bereichen Operatives Geschäft, Sicherheit, Umweltschutz sowie Marketing tätig. Während dieser Zeit begann er 1988 ein Studium am Institute of Development Management IDM Mzumbe, das er 1991 mit einem Advanced Diploma in Business Administration (ADBA) beendete. Des Weiteren begann er 1995 ein absolvierte er ein postgraduales Studium im Fach Management an der University of Salford, das er 1996 mit einem Master of Business Administration (MBA) beendete. Nach seiner Rückkehr war er von 1997 bis 1999 Mitglied des Betriebsrates der Tanzania Petroleum Development Corporation sowie danach zwischen 1999 und 2001 stellvertretender Marketingmanager der GASCO. Nach seinem Ausscheiden bei der Tanzania Petroleum Development Corporation war er von 2002 bis 2005 Marketingmanager der CYCLONE (T) Ltd sowie zwischen 2006 und 2009 beim Energiekonzern und Mineralölunternehmen Chevron Corporation Handelsbevollmächtigter für Erdöl in Ost- und Zentralafrika, ehe er von 2009 bis 2010 beim Rohstoffhandelsunternehmen Trafigura Handelsvertreter für Erdölprodukte für das südliche Afrika.

### Abgeordneter, Vizeminister und Minister
2010 wurde Charles Mwijage für die CCM erstmals Mitglied der Nationalversammlung, der sogenannten Bunge, und gehört dieser nach seinen Wiederwahlen 2015 und 2020 seither als Vertreter des Wahlkreises Muleba Kaskazini an. Zu Beginn seiner Parlamentszugehörigkeit war er zwischen 2011 und 2015 Mitglied des Ausschusses für Energie und Mineralien (Energy and Minerals Committee) sowie anschließend von 2015 bis 2018 Mitglied des Ausschusses für Industrie, Handel und Umwelt (Industries, Trade and Environment Committee).
Nachdem er 2015 Vizeminister für Energie und Mineralien war, wurde Mwijage im Januar 2016 als Nachfolger des am 12. Oktober 2015 verstorbenen Abdallah Kigoda Minister für Industrie, Handel und Investitionen (Minister of Industries, Trade and Investment) im ersten Kabinett von Staatspräsident John Magufuli. Er bekleidete diesen Ministerposten bis zum 10. November 2018 und wurde dann von Staatspräsident Magufuli zusammen mit Landwirtschaftsminister Charles Tizeba aufgrund von Fehlleistungen (due to underperformance) bei der Preisentwicklung von Cashew entlassen, dem wichtigsten und wertvollsten landwirtschaftlichen Exportprodukt des Landes. Sein Nachfolger wurde daraufhin Joseph Kakunda, während Japhet Hasunga neuer Landwirtschaftsminister wurde.